# 弦楽四重奏曲第76番 (ハイドン)
弦楽四重奏曲第76番 ニ短調 作品76-2, Hob. III:76 は、フランツ・ヨーゼフ・ハイドンが1797年に作曲した弦楽四重奏曲である。偽作（作品7）や編曲作品を除くと第61番であり、第1楽章冒頭の主題から『五度』四重奏曲（ドイツ語: Quintenquartett）の愛称で親しまれている。　
また、まとめて出版された『エルデーディ四重奏曲』（作品76）の全6曲中の2曲目であることから、『エルデーディ四重奏曲第2番』とも呼ばれる。

## 曲の構成
全4楽章、演奏時間は約20分ほど。
- 第1楽章 アレグロ
ニ短調、4分の4拍子、ソナタ形式。
お使いのブラウザーでは、音声再生がサポートされていません。音声ファイルをダウンロードをお試しください。
冒頭で愛称の由来ともなった五度の主題 "A - D - E - A" が示されるが、この主題は楽章全体の様々なところにちりばめられている。

- 第2楽章 アンダンテ・オ・ピウ・トスト・アレグレット
ニ長調、8分の6拍子、三部形式（あるいは変奏曲形式）。
お使いのブラウザーでは、音声再生がサポートされていません。音声ファイルをダウンロードをお試しください。
冒頭では、他の楽器がピッツィカートで伴奏する上で第1ヴァイオリンによって主題が示されるが、ここでも第1楽章の五度の動機が使用されている。中間部ではニ短調に転じる。

- 第3楽章 メヌエット：アレグロ・マ・ノン・トロッポ - トリオ
ニ短調 - ニ長調、4分の3拍子、三部形式。
お使いのブラウザーでは、音声再生がサポートされていません。音声ファイルをダウンロードをお試しください。
主部は2本のヴァイオリンのオクターヴと、ヴィオラとチェロのオクターヴによる2声のカノンになっており、異様な雰囲気を持つ（そのため、海外では『魔女のメヌエット』（英語：Witches' Minuet、独語：Hexenminuett）の愛称で呼ばれることもある）が、以前に作曲した交響曲第44番『悲しみ』の第2楽章でも似たような手法を用いている。また、ニ長調のトリオへのつなぎでは大胆な転調が行われる。

- 第4楽章 フィナーレ：ヴィヴァーチェ・アッサイ
ニ短調 - ニ長調、4分の2拍子、ソナタ形式。
お使いのブラウザーでは、音声再生がサポートされていません。音声ファイルをダウンロードをお試しください。
2年前に作曲された、交響曲第104番『ロンドン』の終楽章の形式を応用して作曲されている。途中で転調し、最後はニ長調で締めくくられる。